# Liste der Naturdenkmale in Dittelsheim-Heßloch
Die Liste der Naturdenkmale in Dittelsheim-Heßloch nennt die im Gemeindegebiet von Dittelsheim-Heßloch ausgewiesenen Naturdenkmale (Stand 17. Februar 2024).

## Naturdenkmale
| Nr.         | Bezeichnung | Lage                                   | Beschreibung | Bild                                    |
| ----------- | ----------- | -------------------------------------- | ------------ | --------------------------------------- |
| ND-7331-383 | Eiche       | Heßloch, Dalbergstraße, bei Nr. 3 Lage | Quercus sp.  | Direkt Bild zu diesem Denkmal hochladen |